# 名古屋市立大学医学部附属西部医療センター
名古屋市立大学医学部附属西部医療センター（なごやしりつだいがくいがくぶふぞくせいぶいりょうセンター）は、愛知県名古屋市北区にある公立大学法人名古屋市立大学の大学病院。

## 概要
名古屋市立城北病院を母体とし名古屋市立城西病院の一部を組み入れ、2011年（平成23年）5月に現在地に名古屋市立西部医療センターとして新築移転し開院した。愛称は「じょうほく」であった。地域周産期母子医療センターや赤ちゃんにやさしい病院などの認定を受けている。
2021年（令和3年）4月に名古屋市立東部医療センターとともに名古屋市立大学に移管され同大学の付属病院となる。

## 沿革
- 1941年（昭和16年）7月14日 - 名古屋市北区田幡町（現在の城見通3丁目13番地）に病床数30の小児科・産婦人科として名古屋市立城北病院を開設[2]。
- 1945年（昭和20年）5月 - 戦火により焼失、2か月後に西区志摩町1丁目、葵記念会館において診療。
- 1948年（昭和23年）9月 - 焼失場所に木造瓦葺2階建（内科、外科、眼科、耳鼻咽喉科を増設）で診療開始。
- 1959年（昭和34年）1月 - 病床数156床に増床。
- 1970年（昭和45年）3月23日 - 北区金田町に移転、病床数220となり総合病院の承認を受ける[2]。
- 1981年（昭和56年）12月 - 診療棟西館（未熟児病棟、西3階病棟）増築。
- 1983年（昭和58年）6月 - 本館改築し、病床数251床に増床[2]。
- 1998年（平成10年）7月 - 地域周産期母子医療センターの認定を受ける。
- 2000年（平成12年）9月 - 名古屋新世紀計画 2010で、保健・医療・福祉サービスの一体的な提供を行う総合的なエリアとして、産業技術総合研究所中部センター移転跡地に「クオリティライフ 21 城北構想」が掲げられ、その中核施設として西部医療センター（当初の構想では西部医療センター中央病院）が計画された。
- 2003年（平成15年）10月 - 管理型臨床研修病院の指定を受ける。
- 2004年（平成16年）9月 - 救急医療功労者愛知県知事表彰を受賞する。
- 2008年（平成20年）4月1日 - 名古屋市立西部医療センター城北病院と改称。
- 2008年（平成20年）8月2日 - WHOとユニセフから赤ちゃんにやさしい病院の認定を受ける。
- 2010年（平成22年）12月9日 - 市立病院愛称選考委員会において新病院の愛称が「じょうほく」に決定。
- 2011年（平成23年）5月1日 - 名古屋市北区平手町のクオリティライフ21城北に開設された新病院に移転、名古屋市立西部医療センターに改称。
- 2012年（平成26年）3月31日 - 愛知県より災害拠点病院の指定を受ける[3]。
- 2013年（平成25年）2月25日 - 東海3県初の陽子線がん治療施設としてクオリティライフ21城北に開設された名古屋陽子線治療センターで治療を開始。
- 2021年（令和3年）4月 - 東部医療センターとともに名古屋市立大学に移管され同大学の付属病院となる[1]。

## 診療科目
| - 内科 - 呼吸器内科 - 消化器内科 - 循環器内科 - 腎臓・透析内科 - 神経内科 - 血液・腫瘍内科 - 内分泌・糖尿内科 | - 外科 - 呼吸器外科 - 消化器外科 - 乳腺・内分泌外科 - 小児外科 - 小児科 - 産婦人科 - 整形外科 | - 脳神経外科 - 精神科 - リウマチ科 - 皮膚科 - 泌尿器科 - 眼科 - 耳鼻咽喉科 - リハビリテーション科 | - 放射線診断科 - 放射線治療科 - 病理診断科 - 麻酔科 - 歯科口腔外科 |

## 医療機関の指定・認定
下表の出典
| 保険医療機関                                                                   |
| 労災保険指定医療機関                                                           |
| 指定自立支援医療機関（更生医療）                                               |
| 指定自立支援医療機関（育成医療）                                               |
| 指定自立支援医療機関（精神通院医療）                                           |
| 身体障害者福祉法指定医の配置されている医療機関                                 |
| 精神保健指定医の配置されている医療機関                                         |
| 生活保護法指定医療機関                                                         |
| 結核指定医療機関                                                               |
| 指定養育医療機関                                                               |
| 指定小児慢性特定疾病医療機関                                                   |
| 難病の患者に対する医療等に関する法律（平成26年法律第50号）に基づく指定医療機関 |
| 原子爆弾被害者医療指定医療機関                                                 |
| 原子爆弾被害者一般疾病医療取扱医療機関                                         |
| 公害医療機関                                                                   |
| 母体保護法指定医の配置されている医療機関                                       |
| 地域医療支援病院                                                               |
| 災害拠点病院（地域）                                                           |
| 臨床研修病院                                                                   |
| がん診療連携拠点病院（国指定）                                                 |
| 特定疾患治療研究事業委託医療機関                                               |
| DPC対象病院                                                                    |
| 地域周産期母子医療センター                                                     |

肝疾患専門医療機関（県指定）
公益財団法人日本医療機能評価機構認定病院
このほか、各種法令による指定・認定病院であるとともに、各学会の認定施設でもある。

## 施設

### 診療部門

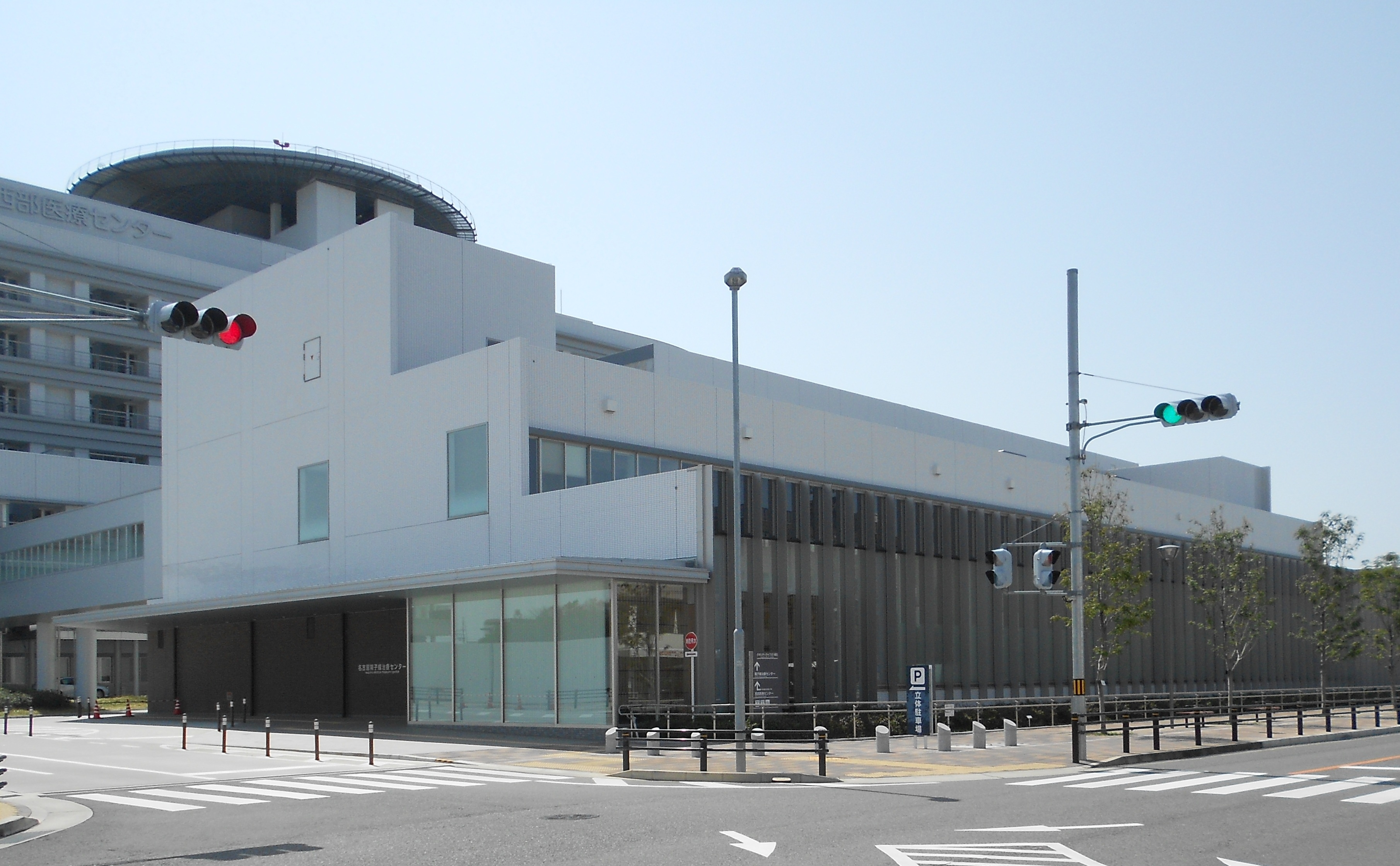
名古屋陽子線治療センター

病床数
500床
特殊診療部門
集中治療室（ICU）、高度治療室（HCU）、新生児集中治療室（NICU） 、母体胎児集中治療室（MFICU）、名古屋陽子線治療センター

### サービス

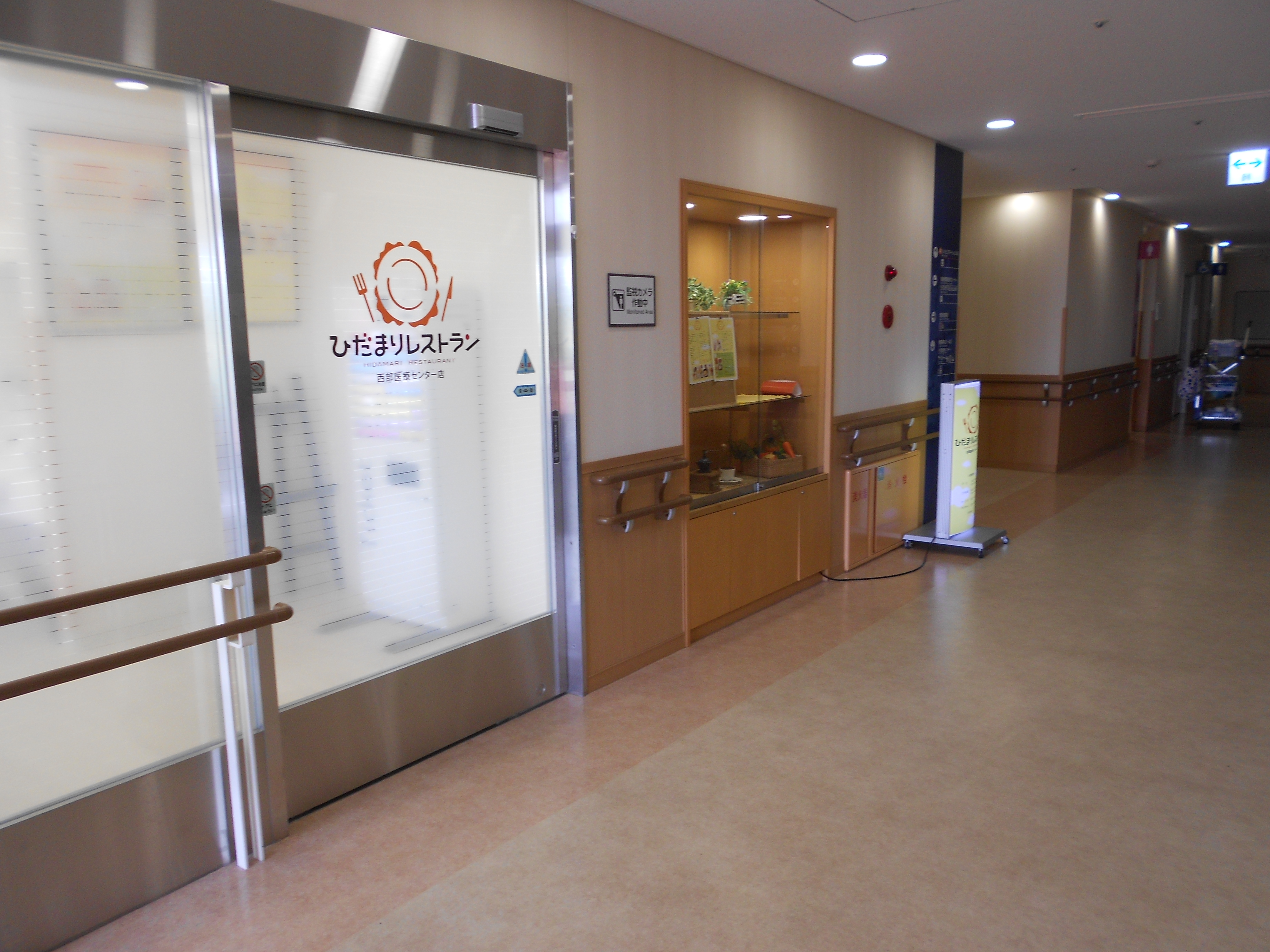
ひだまりレストラン

ATM　
1階に中日信用金庫のATMがある。
売店
2階に（株）光洋が運営する売店「GREEN LEAVES MALL」（営業時間：7時～22時）がある。
飲食店
2階に喫茶店（カフェボンタイン）、4階にレストラン（ひだまりレストラン）がある。
ひだまりレストランでは、名古屋で有名なカフェ「カフェ　タナカ」のスイーツが提供されている。
- ひだまりレストラン

### 屋上庭園（ひだまりの丘）
4階（低層棟屋上）にある2500㎡の屋上庭園で、患者の憩いの場やリハビリの場としても利用されている。

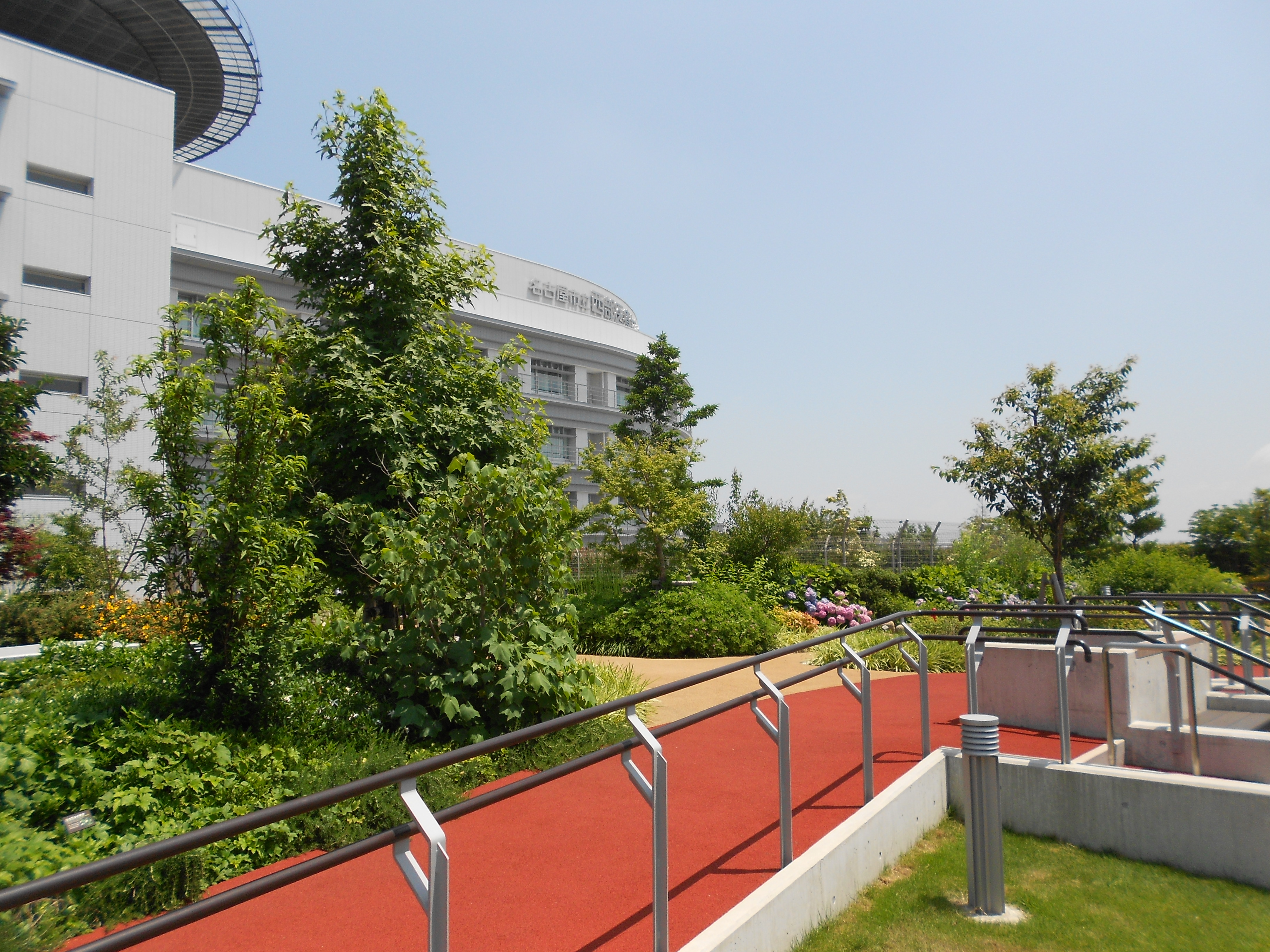
ひだまりの丘
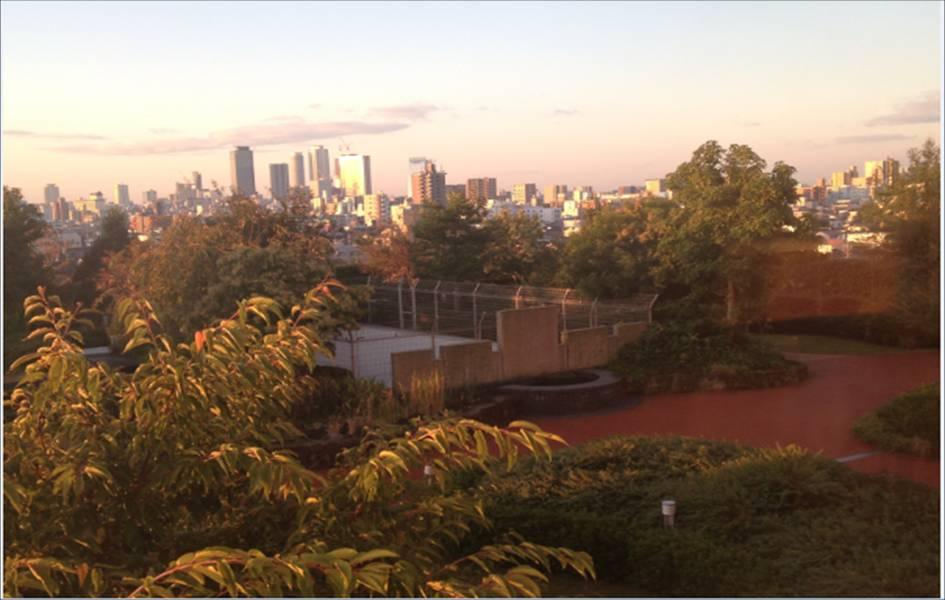
ひだまりの丘と名駅方向を望む

## 周辺施設

### スーパーマーケット
- フィール 志賀公園店

### ドラックストア
- B＆Dドラッグストア 志賀公園店

### コンビニエンスストア
- ファミリーマート 中丸町二丁目店
- ファミリーマート 西志賀町三丁目店

### 金融機関
- 三菱UFJ銀行（フィール志賀公園店内）

### 調剤薬局
- たんぽぽ薬局 西部医療センター前店
- スギヤマ調剤薬局 平手店
- スギヤマ調剤薬局 西志賀店
- あんず薬局 城北店
- サンステップ薬局 志賀店
- おひさま薬局 城北店
- クオール薬局 志賀店
- しが調剤薬局
- 西村薬局
- 加藤薬局
- あすなろ薬局

## 交通アクセス

### バス
名古屋市営地下鉄名城線「名城公園駅」より名古屋市営バス（市バス）栄11号系統「如意車庫前」行または「如意住宅」行または「平田住宅」行「西部医療センター」バス停下車。
このほか、名古屋駅および浄心駅（浄心町バス停）から市バス名駅15号系統「西部医療センター」行、黒川駅から市バス名駅15号系統および幹栄1号系統「西部医療センター」行、市バス北巡回系統「右回り黒川」行、庄内通駅（名塚バス停）および上小田井駅から市バス栄11号系統「栄」行が利用できる。
「西部医療センター」内への乗り入れはおおむね8時半から17時に限られるため、上記時間帯以外は「志賀公園前」バス停（徒歩で約2分）を利用することとなる。
名古屋市営地下鉄上飯田線・名鉄小牧線「上飯田駅」より市バス名駅13号系統「名古屋駅」行も利用できる。この場合は西部医療センターは経由しないので又穂住宅東バス停を利用することになる。時間がかかるが北巡回系統で直接アクセスできるほかに、2023年1月からは平日8時台に一本だけ、上飯田駅から西部医療センターへ直通するバスも存在する。

### 地下鉄
上記市バスを利用する他、名古屋市営地下鉄名城線「黒川駅」あるいは鶴舞線「庄内通駅」も利用可能である。いずれも徒歩で約15分（1.2km）。

### 自動車
名古屋高速6号清須線 庄内通出入口 、鳥見町出入口から約3分。1号楠線 黒川出入口から約5分。
立体駐車場は2階建で全345台が収容可能。
1階連絡通路には屋根が設置されており雨天時でも濡れずに移動可能である。駐車場屋上は連絡通路により病院2階とつながっている。

## クオリティライフ21城北について
クオリティライフ21城北は、市民のQOL（生活の質）の向上を目指し「保健・医療・福祉の総合エリア」として、名古屋市が進めるまちづくりプロジェクトである。隣接する志賀公園と一体的なまちづくりを進めている。名古屋市立西部医療センター、名古屋陽子線治療センターに続き、平成27年4月に重症心身障害者施設（ティンクルなごや）が開設された。

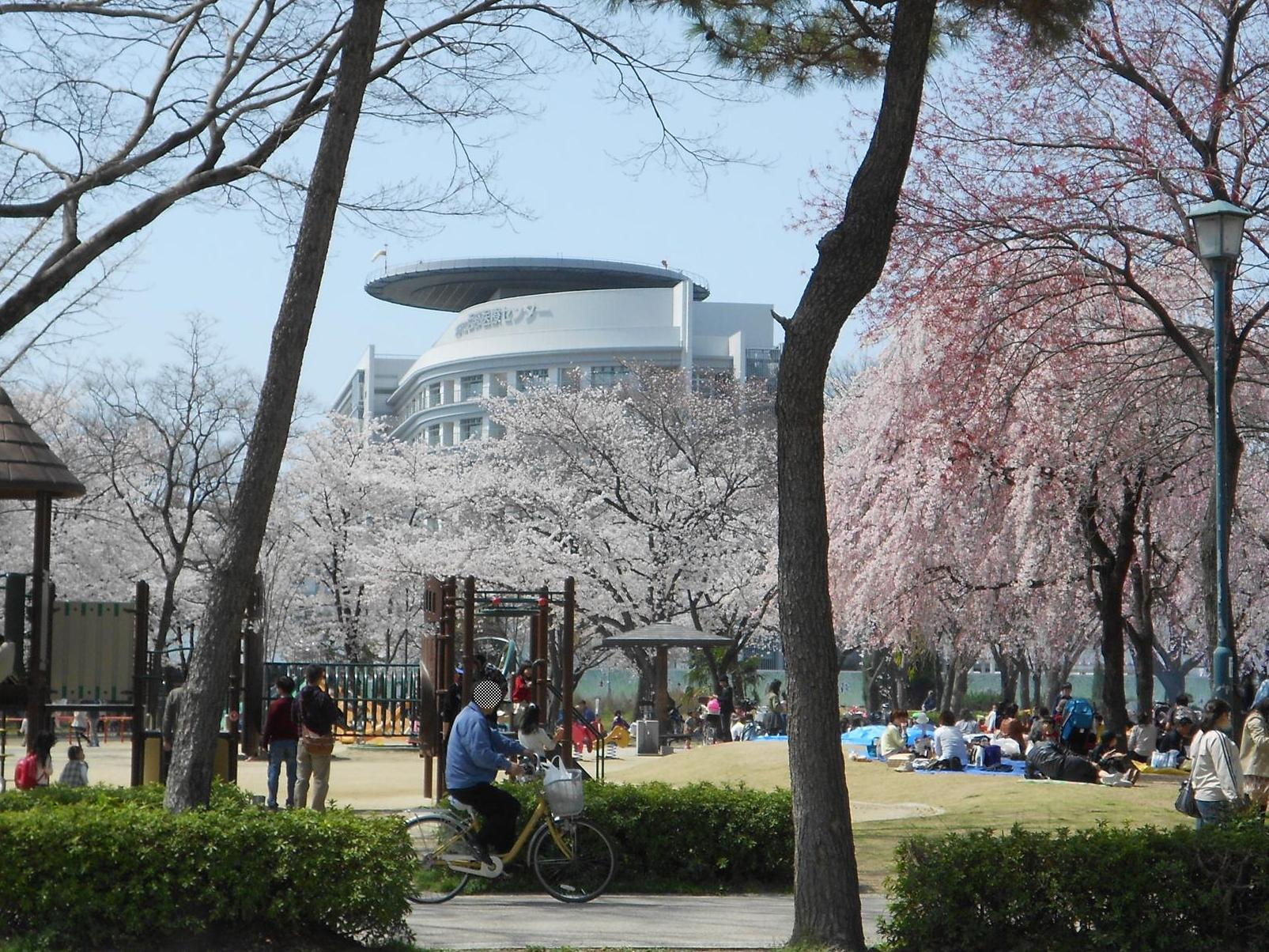
志賀公園の桜と西部医療センター
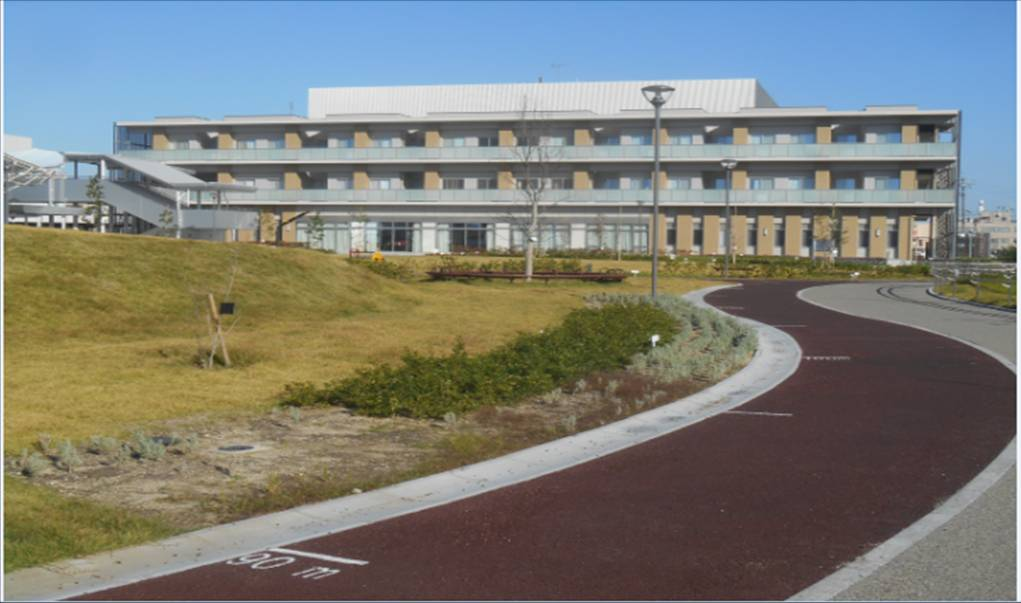
名古屋市重症心身障害児者施設「ティンクルなごや」

## 名古屋市立城北病院について
名古屋市立城北病院は名古屋市北区金田町2丁目15番地に存在した病院で、前述のように名古屋市立西部医療センターの前身の病院にあたる。本館（地下1階・地上6階）および西館（地下1階・地上4階）で構成され病床数は251床であった。2008年（平成20年）4月名古屋市立西部医療センター城北病院に改称され、2011年（平成23年）5月名古屋市立西部医療センター開設に伴い、城北病院は閉鎖された。2014年（平成26年）1月までの予定で旧病院の解体工事が行われ、一部は公園として整備された。名古屋市立西部医療センターの代表電話番号は名古屋市立城北病院のものが引き継がれており、病院公式HPにはカーナビで電話番号入力する際は旧病院が表示されることがあるので注意するよう記載されている。

## 不祥事・医療ミス・医療事故
2016年（平成28年）8月、悪性リンパ腫の治療を受けていた女性患者（70代）が、B型肝炎ウイルスを保有しているとの検査結果を「治癒した状態」と医師が誤認した。結果として抗ウイルス剤の投与が遅れ、女性患者はB型肝炎を発症、2017年（平成29年）6月に肝不全で死亡した。市は当該医師を減給の懲戒処分とした。